# Travnički muftiluk
Travnički muftiluk, muftijstvo Islamske zajednice u Bosni i Hercegovini koje djeluje na području Bosne i Hercegovine. Sjedište muftijstva je u Travniku. Trenutačni muftija je Ahmed ef. Adilović (od 2014.).

## Povijest
Evlija Čelebija je 1660. godine prilikom prolaska kroz Travnik zabilježio, da je grad sjedište kadiluka s jedanaest mahala, sedamnaest džamija, više osnovnih škola, s hanom i hamamom, s mnogo učenih ljudi, ali bez medrese i muftije. Do sada se smatralo da je institucija muftije u Travniku uspostavljena 1736. godine, ali istina je, da je Travnik imao muftiju 1680. godine. Tada se na toj dužnosti spominje šejh Ebu Bekr, sin Sejfulhakka, Travničanin. To je bio prvi travnički muftija. Travnički muftiluk je djelovalo do 1930. godine kada je ukinuto, a 1993. godine obnovljeno i tom prilikom postavljen je Nusref ef. Abdibegović za muftiju travničkog.

## Organizacija
Travničkom muftiluku pripada osam medžlisa (odbora) Islamske zajednice i to su: Bugojno, Busovača, Donji Vakuf, Gornji Vakuf, Jajce, Novi Travnik, Travnik i Vitez, koji su dalje podijeljeni na džemate. Džemati čine najmanje organizacione jedinice Islamske zajednice.

## Muftije
| #   | Ime i prezime                          | Mandat započeo   | Mandat završen   | Napomene                       |
| --- | -------------------------------------- | ---------------- | ---------------- | ------------------------------ |
| 1.  | šejh Ebu Bekr (Sejfulhakk) Travničanin | 1680.            | 1682.            |                                |
| 2.  | Derviš (Ahmed) Abdullah                | 1682.            | 1695.            |                                |
| 3.  | Emrullah ef.                           | početkom 18. st. | početkom 18. st. |                                |
| 4.  | Jahja ef.                              | 1736.            | ?                | spomenut kao Muftija travnički |
| 5.  | Ishak ef.                              | 11765            | ?                | spomenut kao Muftija travnički |
| 6.  | šejh Muhammed ef. (Emrullah) Bošnjak   | ?                | 1779.            |                                |
| 7.  | Salih ef. (Muhammed) Mufti-Zade        | 1779.            | 1782.            |                                |
| 8.  | Mula Seid Abdurrahim (Muhammed) Muftić | 1782.            | 1785.            |                                |
| 9.  | Esad Abdurrahman (Muhammed) Muftić     | 1785.            | 1790.            |                                |
| 10. | Mehmed (Mustafa) Čohadžić - Džudi      | 1790.            | 1815.            |                                |
| 11. | Mehmed (Mustafa) Čohadžić - Enisi      | 1815             | 1820.            |                                |
| 12. | Mahmud Hamid (Ibrahim)                 | 1820.            | 1830.            |                                |
| 13. | Derviš Muhamed ef. Korkut Sidi         | 1830.            | 1877.            |                                |
| 14. | Muhamed Hazim ef. Korkut               | 1877.            | 1914.            |                                |
| 15. | šejh hfz. Husni ef. Numanagić          | 1914.            | 1927.            |                                |
| 16. | Mustafa Sakib ef. Korkut               | 1927.            | 1929.            |                                |
| 17. | Derviš ef. Korkut                      | 1929.            | 1930.            |                                |
| 18. | Nusret ef. Abdibegović                 | 1993.            | 2014.            |                                |
| 19. | Ahmed ef. Adilović                     | 2014.            | Trenutačno       |                                |

## Vanjske poveznice
- Službene stranice Travničkog muftiluka